# Castillo de Gallipoli
El castillo de Gallipoli, se alza con su imponente mole en el extremo oriental de la isla en la que está el antiguo pueblo de Gallipoli, al borde del mar. Construido, muy probablemente, ya en el siglo XI sobre fortificaciones romanas preexistentes, fue reconstruido en el siglo XIII, en época bizantina. Varias veces remodelado por los conquistadores que se sucedieron a lo largo de los siglos. Puesto de guardia de la ciudad y del puerto, una vez encrucijada de rutas comerciales, presenta una planta cuadrangular provista de dos torres circulares y una torre poligonal, además de un revellín exterior en el lado este. 

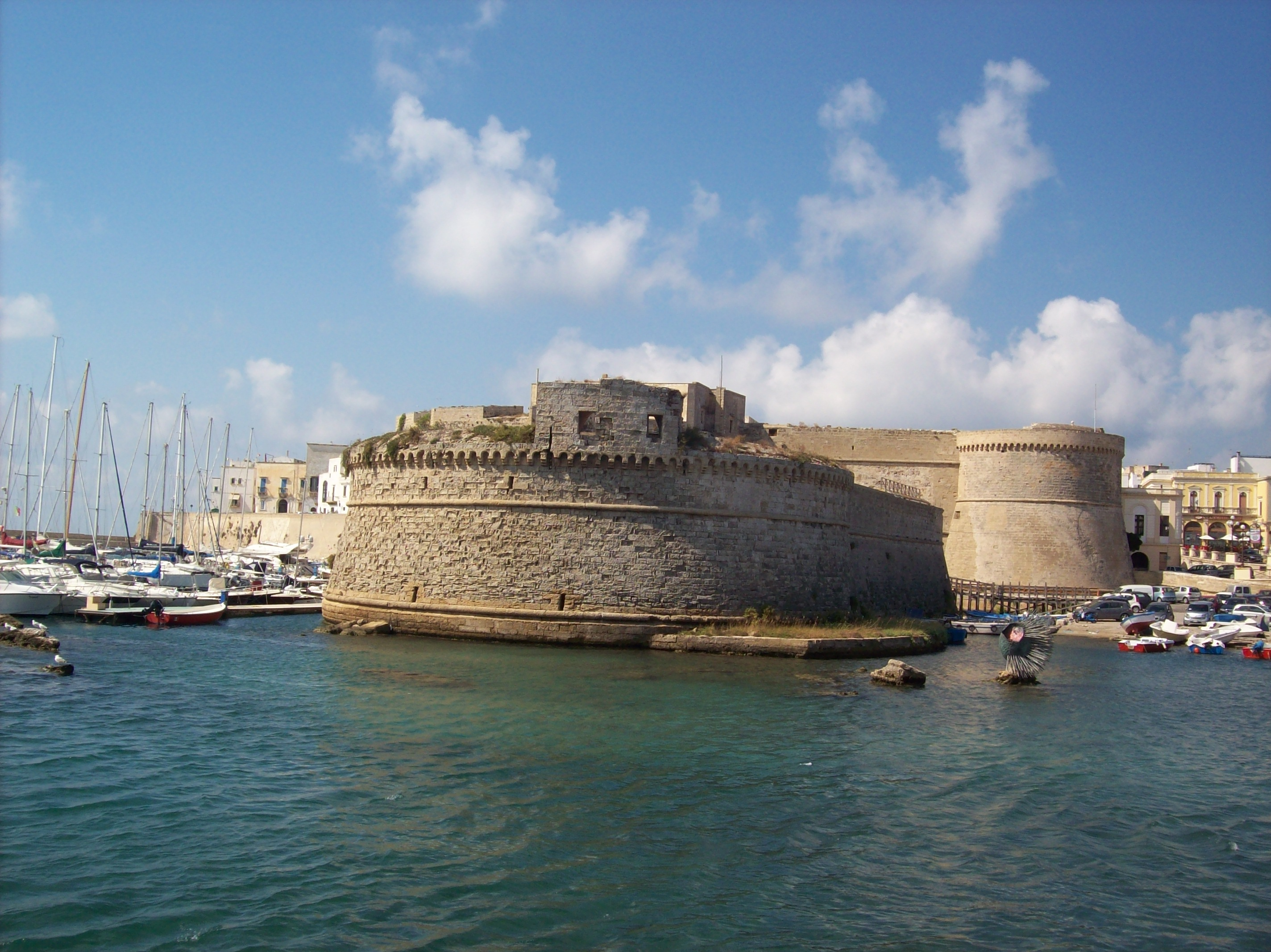
El revellín del Castillo

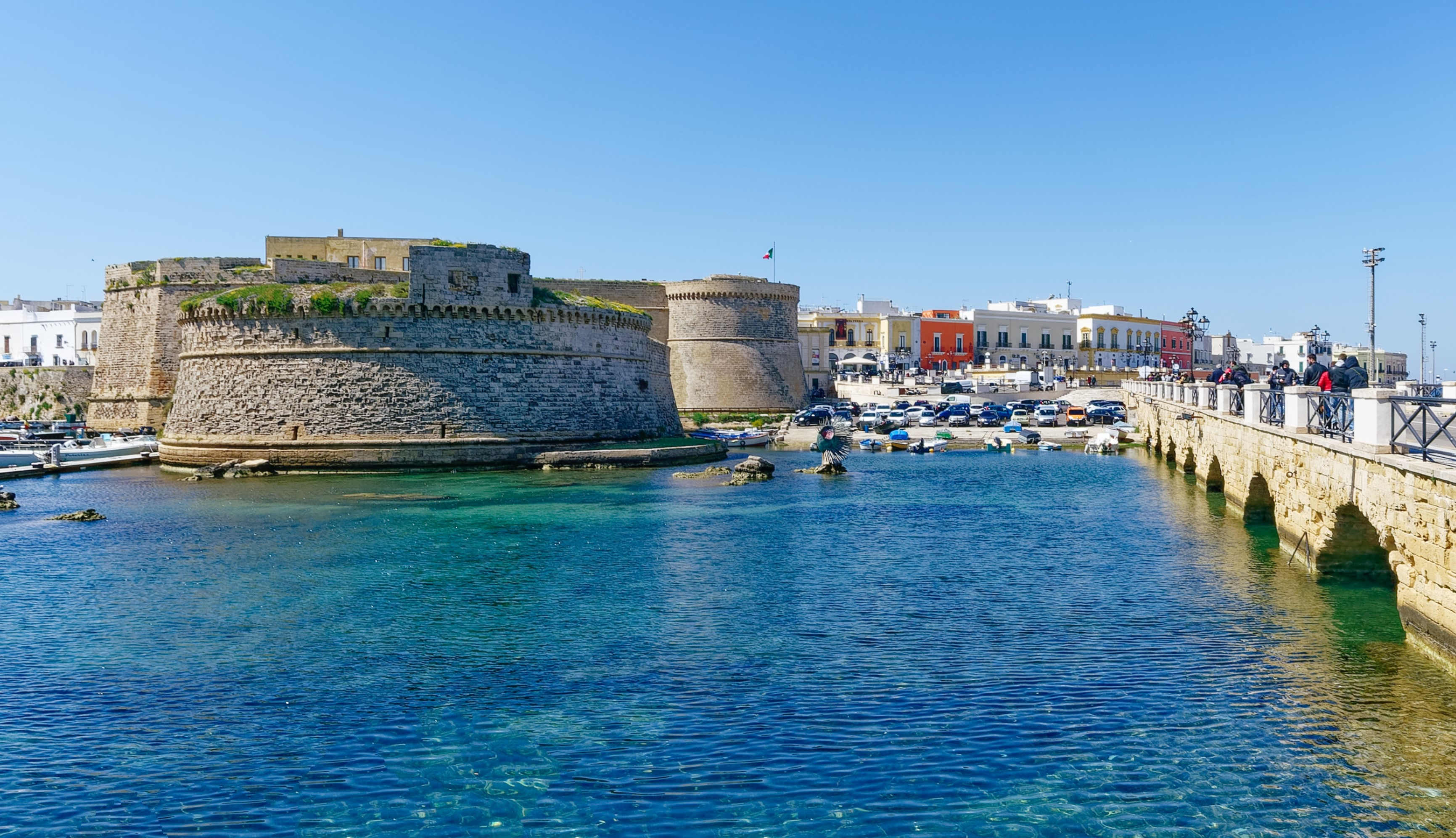
El Castillo y el puente

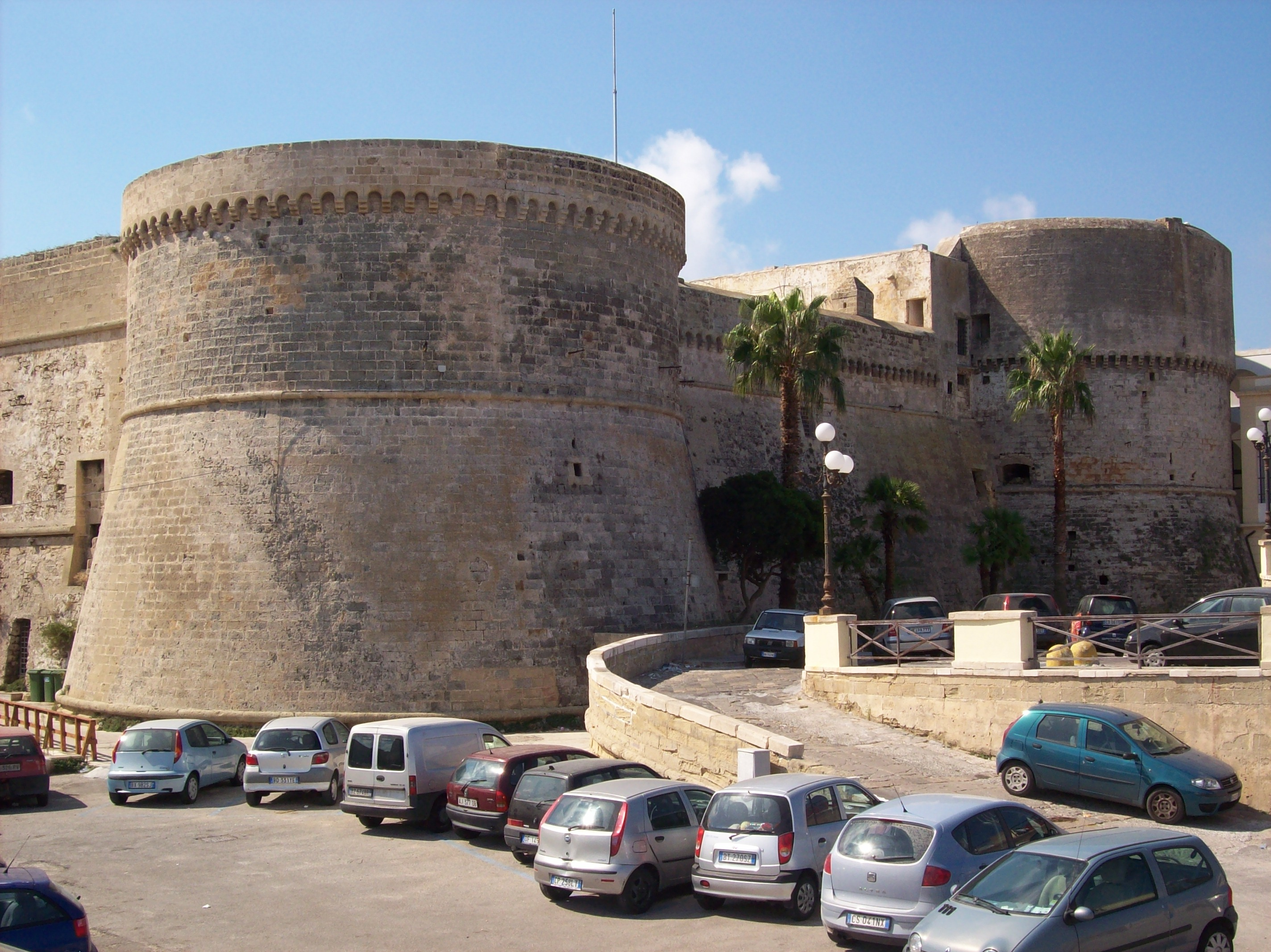
Torreón circular fachada norte

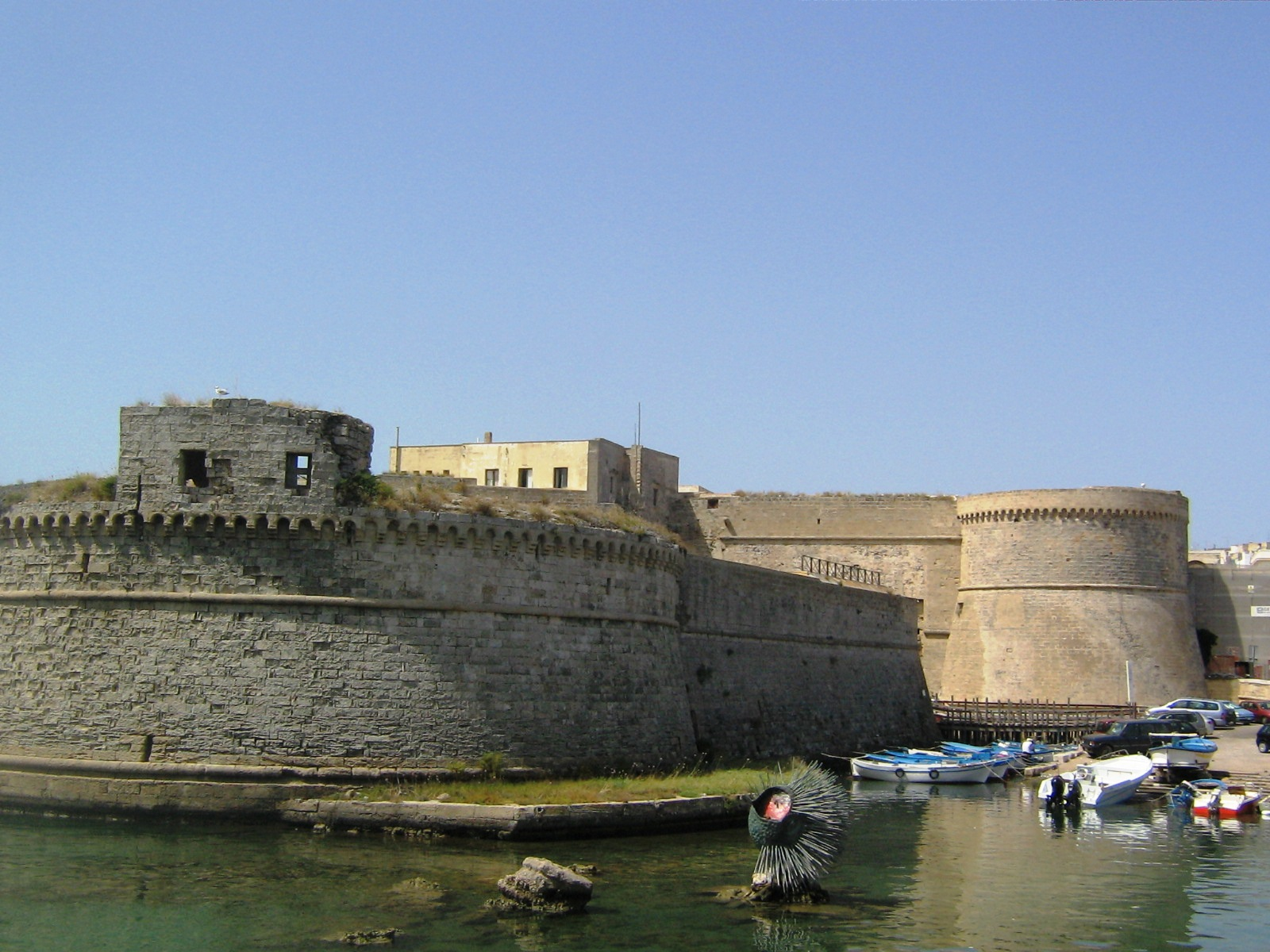
Revellín circular

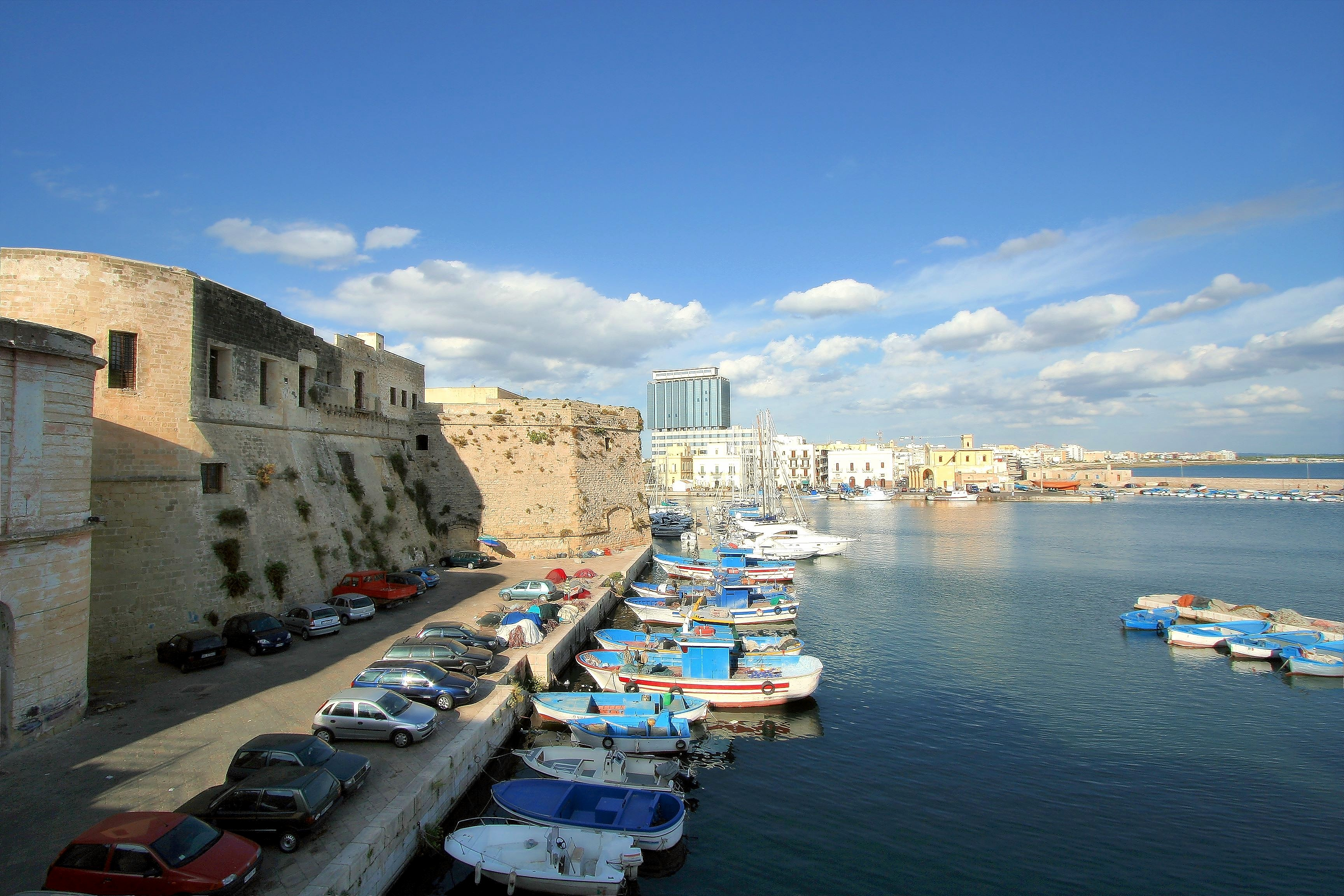
Fachada sur

## Historia
Construido después del 265 a. C. como fortaleza para el alojamiento de los legionarios romanos y defensa de la ciudad, muy probablemente fue destruido o al menos muy dañado en el siglo V por los vándalos y los godos. 
Fue reconstruido durante el dominio bizantino y su existencia es atestiguada por una carta del año 599 escrita por el Papa Gregorio Magno que saludaba al nuevo tribuno bizantino, Occiliano, y le invitaba a no abusar del castillo de porque es de propiedad de la Iglesia de Roma. El castillo de Gallipoli tenía una sola torre (correspondiente a la actual torre poligonal) que estaba conectada a la ciudad por una estructura en puntal a su vez provista de fortificaciones y bocas de fuego con un puente levadizo que comunicaba con la torre. Resistió al asedio de Roberto Guiscardo de 1055-56 pero en 1071 fue ocupado por los normandos.
Durante la presencia nórdica el castillo fue habitado por la guarnición normanda. El único recuerdo de ese período es el grabado del año 1132 en la actual puerta de entrada. Reconstruido en la primera mitad de 1200 por Federico II de Suabia, fue aún más reforzado por los Anjou en 1320 (según el grabado en la puerta de entrada). Entre los siglos XV y XVI, bajo el dominio de los angevinos y los aragoneses, el castillo fue objeto de importantes modificaciones: fue aislado por un foso en todos sus lados y, en 1522, ya con el virreinato español, la necesidad de hacer eficiente el sistema de defensa que se había quedado obsoleto, llevó a la realización de la cortina de levante, el revellín. Diseñado por el arquitecto sienés Francesco di Giorgio Martini, quien trabajó para Alfonso II de Nápoles, fue construido para defender la entrada a la ciudad y para evitar un campamento fijo a los enemigos que hubieran atacado desde tierra. Inicialmente unido al castillo, en el siglo XVII fue separado de la fortificación para añadir una torre cuadrada que se superpuso a la actual torre de la bandera, ocultando una parte. Junto al revellín se construyó otro puente que partía de la orilla opuesta, cerca de la iglesia de Santa Cristina, para terminar directamente en un acceso secundario del castillo y del mismo revellín. Todavía se pueden ver sus restos junto a la torre defensiva del revellín (en piedra) y en el acceso de este último (en madera). La torre todavía alberga catapultas originales y cañones utilizados en la defensa de la ciudad.
En el siglo XVI, el puente levadizo que conectaba el castillo con la ciudad fue sustituido por uno de mampostería. El interior alberga grandes salas con bóvedas de cañón y crucería, varios túneles y pasarelas. La forma de la fortaleza permaneció sin cambios hasta la segunda mitad del siglo XIX; entre 1870 y 1879 se rellenó el foso y la fachada fue cubierta con la construcción del mercado de pescado.
En las diferentes épocas encontraron refugio, entre otros Filippo y Roberto d'Angiò (1306-1327), la reina de Nápoles Giovanna II (1414) Ferdinando I (1463) e Isabella d'Aragona (1495). Según algunos historiadores en el castillo de Gallipoli nació el pintor Giuseppe Ribera, el Españoleto.
La administración municipal de la ciudad jónica, en 2013 publicó un anuncio para la reapertura y gestión del antiguo castillo. En 2014, tras la adjudicación, en solo seis meses, gracias al trabajo de la Agencia de Comunicación Orione di Maglie, con la coordinación general de Luigi Orione Amato y la dirección artística del arquitecto Raffaela Zizzari, se ha abierto un recorrido de visita que tiene como objetivo reconstruir la historia de la ciudad y el antiguo castillo, sin alterar su carácter y sin pretender ser una restauración integral del monumento que requeriría muchos otros recursos para volver a su antiguo esplendor.
El castillo reabre por primera vez al público el 5 de julio de 2014: participan en la ceremonia las autoridades civiles, religiosas y militares.

## Enaces externos
- Ciudad de Gallipoli - Castillo
- Gallipoli: alla scoperta del Castello angioino
- Gallipoli, le Storie - Episodio 10: Castello di Gallipoli

- Datos: Q3662615
- Multimedia: Castello di Gallipoli / Q3662615